# مطار كاواس
مطار كاواس (إيكاو: GUKR) هو مطار يخدم ميناء كمسار على الساحل الأطلسي لغينيا. المطار يبعد 7 كيلومتر (4.3 ميل) عن المدينة.